# Rasputin (1996)
Rasputin ist ein US-amerikanischer Fernsehfilm mit Alan Rickman in der Titelrolle.

## Inhalt
Der Film wird die meiste Zeit von Zarewitsch Alexej Nikolajewitsch kommentiert und beginnt mit einer kurzen Rückblende auf die Jugend des sibirischen Mönchs Grigorij Rasputin, in der er bereits hellseherische Kräfte beweist.
Als Erwachsener erscheint ihm die heilige Jungfrau Maria. Diese ordnet an, er solle nach Sankt Petersburg reisen. Die seltsame Persönlichkeit ist schon aufgrund seines ausschweifenden Lebenswandels, aber auch wegen seiner ungewöhnlichen Heilkräfte bald Stadtgespräch. Dies ist auch der Grund, dass er bald an den Zarenhof gerufen wird, wo er dem an der Bluterkrankheit leidenden Alexej vorübergehende Heilung verschafft. Rasputin genießt bald vor allem das Vertrauen der Zarin – trotz seines alles anderen als zölibatären oder sonst wie enthaltsamen Lebenswandels, da er auch dem Alkohol nur zu gerne zuspricht. Dadurch macht er sich aber auch viele Feinde und Neider.
Er wird von der Geheimpolizei überwacht und als diese Herren ermitteln, dass er sogar die Cousine des Zaren verführt hat, wird er, entgegen den Protesten der Zarin, des Landes verwiesen. Als der Zarewitsch wieder schwer erkrankt, ist es Rasputin, der ihm mittels Telefongesprächen Linderung verschaffen kann, und die Zarin beordert ihn an den Hof zurück. Er führt weiterhin einen ausschweifenden Lebenswandel, und es wird im Volk sogar gemunkelt, dass er auch mit der Zarin ein Verhältnis habe.
Der Erste Weltkrieg beginnt und der Zar schickt Millionen Russen in den Krieg und in den Tod. Aufgrund eines falschen Ratschlags, den die Zarin ihm in einem Brief gibt, wendet er sich mit seinen Truppen Richtung Norden anstatt Richtung Süden und muss schmerzliche Verluste an der Front erleiden. Nun beginnt auch die Zarin an Rasputins Können zu zweifeln. Das Volk leidet und gerät mehr und mehr in Aufruhr gegen Rasputin und die Zarenfamilie, allen voran die Zarin.
Es kommt in einem Lokal am Abend zu einem Skandal, als er betrunken wild tanzt, torkelnd zu Boden fällt, mühsam aufsteht und dann zu einem Tisch taumelt und eine der anwesenden Damen, und zwar die Zarin höchstpersönlich, auf den Mund küsst. Einem jungen Mann gegenüber, der sich als Neffe der Zarin ausweist und ihn zurechtweisen will, meint er, dass die Leute in seiner Familie ein hübsches Gesicht hätten, er selber aber Frauen bevorzugen würde. Wütend will dieser wissen, ob er damit nun behaupten wolle, dass er ein Verhältnis mit der Zarin habe. Rasputin weicht aus, meint, dass ihm die Zarin die Hand küssen würde. Er schreit, dass er ein großer Mann sei, steigt auf einen der Tische, tanzt, zieht sein Gewand hoch und entblößt sich vor allen.
Von den Skandalen genug habend wird Rasputin von Beratern des Zaren unter Mithilfe des Lieblingsneffen der Zarin, Felix Jussupow (der Rasputin bereits in dem Nachtlokal zurechtgewiesen hatte), in eine Falle gelockt. Rasputin wird angerufen, dass die Gattin Irina schwer krank sei und er unbedingt kommen solle. Dieser lehnt zuerst ab, kommt allerdings dann doch. Er wird mit vergifteten Schmalzkringeln und vergiftetem Wein bewirtet. Beides zeigt bei ihm jedoch keinerlei Wirkung. Im Gegenteil, er verlangt sogar noch mehr Wein. Nun soll er erschossen werden. Als er scheinbar tot da liegt und sich der Neffe der Zarin über ihn beugt, kommt er zu sich und würgt diesen, sodass der nur unter Mithilfe eines Mitverschwörers befreit werden kann. Rasputin gelingt es sogar, von seinen Peinigern verfolgt, noch zum Ausgang zu kommen. Hier bricht er aber schließlich, von mehreren Schüssen getroffen, tot zusammen.
In weiterer Folge wird die Zarenfamilie im Verlaufe des Krieges verhaftet und schließlich, kommentiert vom Zarewitsch, erschossen. Wie Rasputin vorausgesagt hatte, überlebten sie ihn keine zwei Jahre.

## Auszeichnungen (Auswahl)
Alan Rickman gewann für seine Rolle je einen Emmy, Golden Globe und Screen Actors Guild Award. Nebendarsteller Ian McKellen sowie Nebendarstellerin Greta Scacchi gewannen ebenfalls einen Golden Globe.